# Fukuoka City Transportation Bureau
Fukuoka City Transportation Bureau (яп. 福岡市交通局 фукуока-си ко: цу: кёку; с англ. — «Фукуокское Городское Транспортное Управление») — форма государственной компании с независимой прибылью, которая подпадает под закон № 292 от 1 августа 1952, Закон о местном публичном предпринимательстве. В её ведении находится Фукуокский метрополитен в городе Фукуока. Была основана 22 декабря 1973 года.